# マナサス駅
マナサス駅（英語：Manassas Station）は、バージニア州マナサス ウエスト・ストリート9431にある駅。アムトラックとバージニア急行鉄道マナサス線が乗り入れている。マナサスのバスの乗り換えが出来る。

## 利用可能な鉄道路線／列車

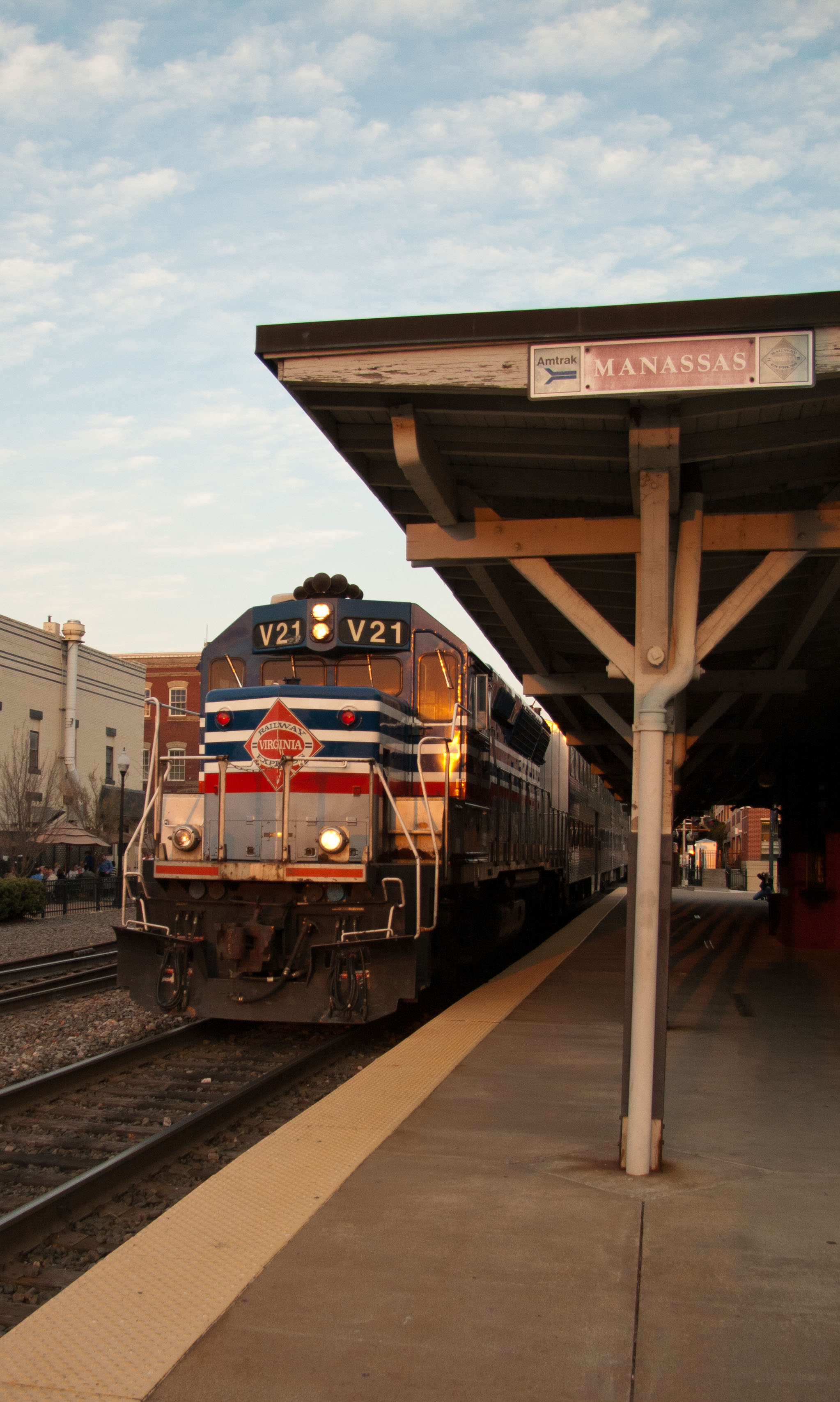
マナサス駅に入線するバージニア急行鉄道の列車

アムトラックの停車する列車は下記の通り。
シカゴとワシントン間の夜行長距離列車カーディナル号…週3往復停車
ニューヨークとニューオーリンズ間の夜行長距離列車クレセント号…1日1往復停車
ボストンとリンチバーグ間の昼行長距離列車ノースイースト・リージョナル…1日1往復停車
バージニア急行鉄道の発着路線は下記の通り。
ワシントン・ユニオン駅とブロード・ラン・空港駅を結ぶバージニア急行鉄道マナサス線